# Symwriter
SymWriter è un programma di videoscrittura per scrivere testi associati a simboli e per creare semplici attività didattiche.

## Funzionalità
SymWriter fa in modo che si possano scrivere testi sostituendoli con dei simboli. Il testo con i simboli può essere realizzato con riquadratura includendo il simbolo o senza. Si possono utilizzare diversi simboli già esistenti nel programma oppure inserirne nuovi personalizzandoli, ad esempio, con la foto di un bambino. Esiste anche un controllo ortografico e una sintesi vocale. SymWriter si basa su due strumenti di lavoro, l'Editor di testi e gli Ambienti interattivi, all'interno del quale si possono creare griglie di simboli, immagini e parole per molteplici attività di verifica ed esercizio.

## Fruibilità
Il software può essere di supporto a terapisti, insegnanti ed educatori per le diverse attività educative e didattiche per l'impiego verso quegli utenti con disturbi specifici dell'apprendimento, dello spettro autistico e del linguaggio. Si possono creare libri personalizzati, strisce visive per incentivare l'autonomia e utili per la comunicazione.